# Cornelius Magrath
Pour les articles homonymes, voir Magrath.
Cornelius Magrath, né en 1737 à Silvermines (en) comté de Tipperary et mort à Dublin le 16 mai 1760, est un « géant » irlandais.

## Biographie
Orphelin, il est élevé par un évêque nommé Berkeley. A 15 ans, il mesure déjà 2,17 m et à l'age adulte, atteint 2,30 m.
En 1752, il vient à Cork afin d'utiliser des traitements à l'eau salée pour soulager la douleur de sa croissance rapide. Il décide sur les conseils d'hommes qu'il a rencontrés de s'exposer contre rémunération. Dès janvier 1753, il est devenu une personnalité de Londres et est exhibé dans la noblesse britannique. Après avoir visité l'Angleterre, il effectue de courts séjours dans toute l'Europe, mais en Flandre, il est contraint de retourner en Irlande car sa santé commence rapidement à décliner. Il meurt ainsi à Dublin après un voyage en Espagne.
Peu avant sa mort, il avait sympathisé avec des étudiants du Trinity College. Lorsqu'ils apprennent son décès, le jour même de sa mort, ils volent son corps. Après dissection, ses os sont conservés. Ils sont encore exposés au Trinity College. Ils ont été décrits par George Murray Humphry (en) dans son livre A treatise on the human skeleton: (including the joints). Le médecin D. J. Cunningham commente aussi que le squelette présente également des signes marqués d'acromégalie.
Jules Verne le mentionne dans son roman Le Testament d'un excentrique (partie 1, chapitre VIII).